# 14258 Катрінамінк
14258 Катрінамінк (14258 Katrinaminck) — астероїд головного поясу, відкритий 5 січня 2000 року.
Тіссеранів параметр щодо Юпітера — 3,575.